# Romual'd Klim
Romual'd Iosifovič Klim (in russo Ромуальд Иосифович Клим?; Chvoevo, 25 maggio 1933 – Minsk, 28 maggio 2011) è stato un martellista sovietico.

## Biografia
Nato a  Chvoevo (oggi nella Voblasc' di Minsk) con il nome Ромуальд Иосифович Клим, ai Giochi della XVIII Olimpiade vinse l'oro nel lancio del martello superando l'ungherese Gyula Zsivótzky (medaglia d'argento) e il tedesco Uwe Beyer.
Ai campionati europei di atletica leggera vinse una medaglia d'oro nel 1966 ed una d'argento nel 1969. Dopo essersi ritirato dalla carriera agonistica divenne un docente alla Belorussian Academy of Physical Culture and Sports dal 1976.

## Palmarès
| Anno | Manifestazione  | Sede              | Evento              | Risultato | Misura  | Note |
| ---- | --------------- | ----------------- | ------------------- | --------- | ------- | ---- |
| 1964 | Giochi olimpici | Tokyo             | lancio del martello | Oro       | 69,74 m | RO   |
| 1968 | Giochi olimpici | Città del Messico | lancio del martello | Argento   | 73,28 m |      |
| 1966 | Europei         | Budapest          | lancio del martello | Oro       |         |      |
| 1969 | Europei         | Atene             | lancio del martello | Argento   |         |      |

## Altre competizioni internazionali
1965
- Coppa Europa di atletica leggera ( Stoccarda)

1967
- Coppa Europa di atletica leggera ( Kiev)